# Crispin van den Broeck
Crispin van den Broeck (* 1523 in Mechelen; † 1591) war ein flämischer Maler, Kupferstecher und Architekt.

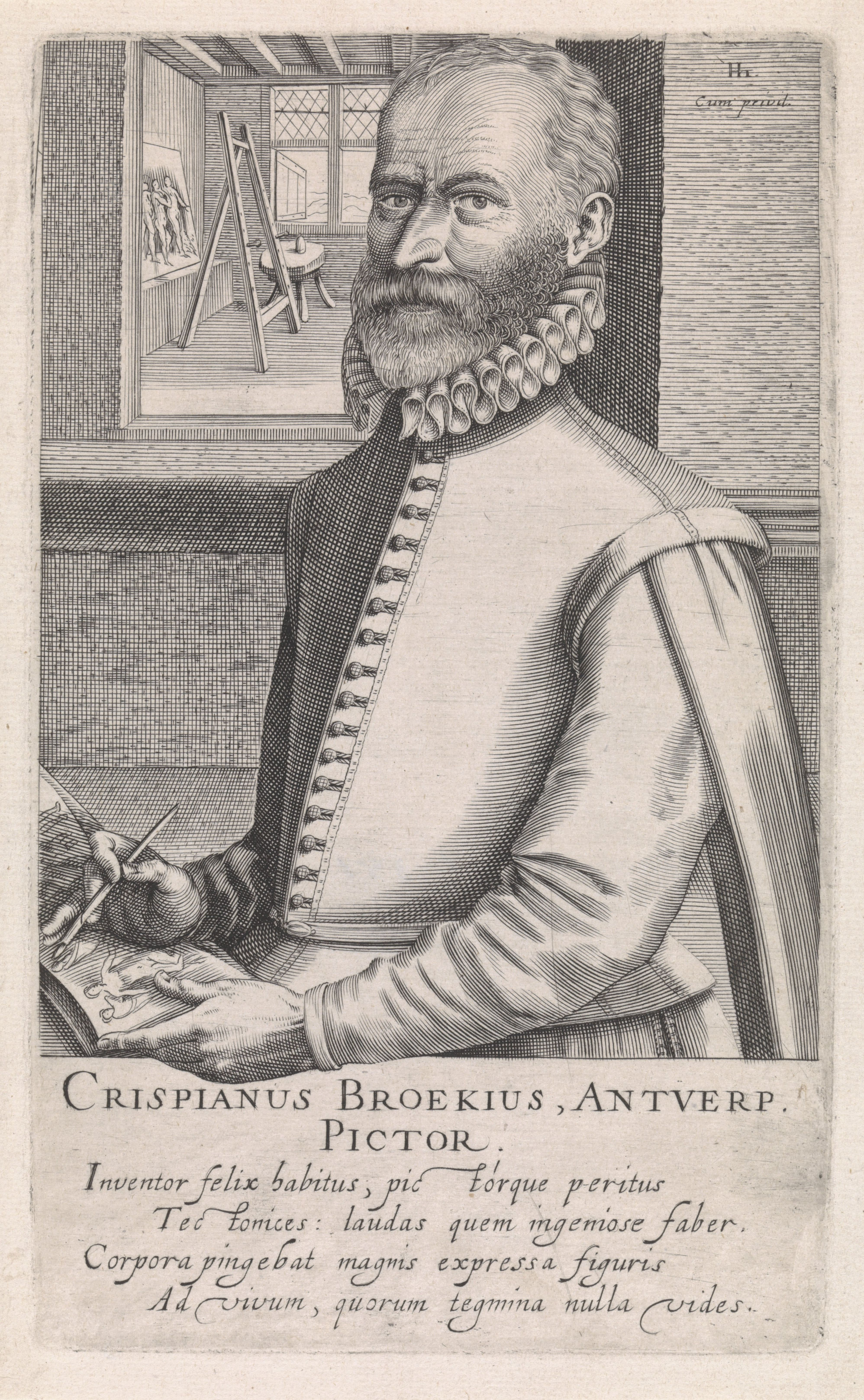
Crispin van den Broeck. Stich von Hendrik Hondius.

## Leben
Er war der Sohn des Malers Jan van den Broeck, der vermutlich ihn und seine beiden Brüder Willem und Hendrick zunächst ausbildete.
Crispin war mehr zu den Historien hingezogen und wurde Schüler von Frans Floris (Frans de Vriendt). 1555 ließ sich er als Mitglied der Lukasgilde zu Antwerpen einschreiben und 1575 trat er der Unterstützungskasse bei. Am 19. Mai 1559 erhielt er das Bürgerrecht in Antwerpen. Er belieferte ab 1566 auch die Plantinsche Druckerei zu Antwerpen (Arias Montanus, Humanae Salutis Monumenta). Die Brüder Wiericx, welche ebenfalls bei Plantin arbeiteten, stachen viele seiner Bilder.
1583 malte er für die Bruderschaft der Romanisten – die nur Mitglieder aufnahm, wenn diese in Rom gewesen waren – Bildnisse ihrer Patrone St. Petrus und St. Paulus. 1588 nahm er Pieter van der Wal als Schüler auf.

## Werke
- Das jüngste Gericht (1573), Alegoria del mar, Verurteilung des Seleucus bei Artnet
- Christus heilt einen Kranken 1577 in der Royal Collection, London
- Christus trägt das Kreuz, 1576 auf evbaeyer.com
- Einsargung, Tinte auf Papier, The Courtauld Institute for Art
- Der Heilige Jerome in der Wildnis, Tinte auf Papier, The Courtauld Institute for Art

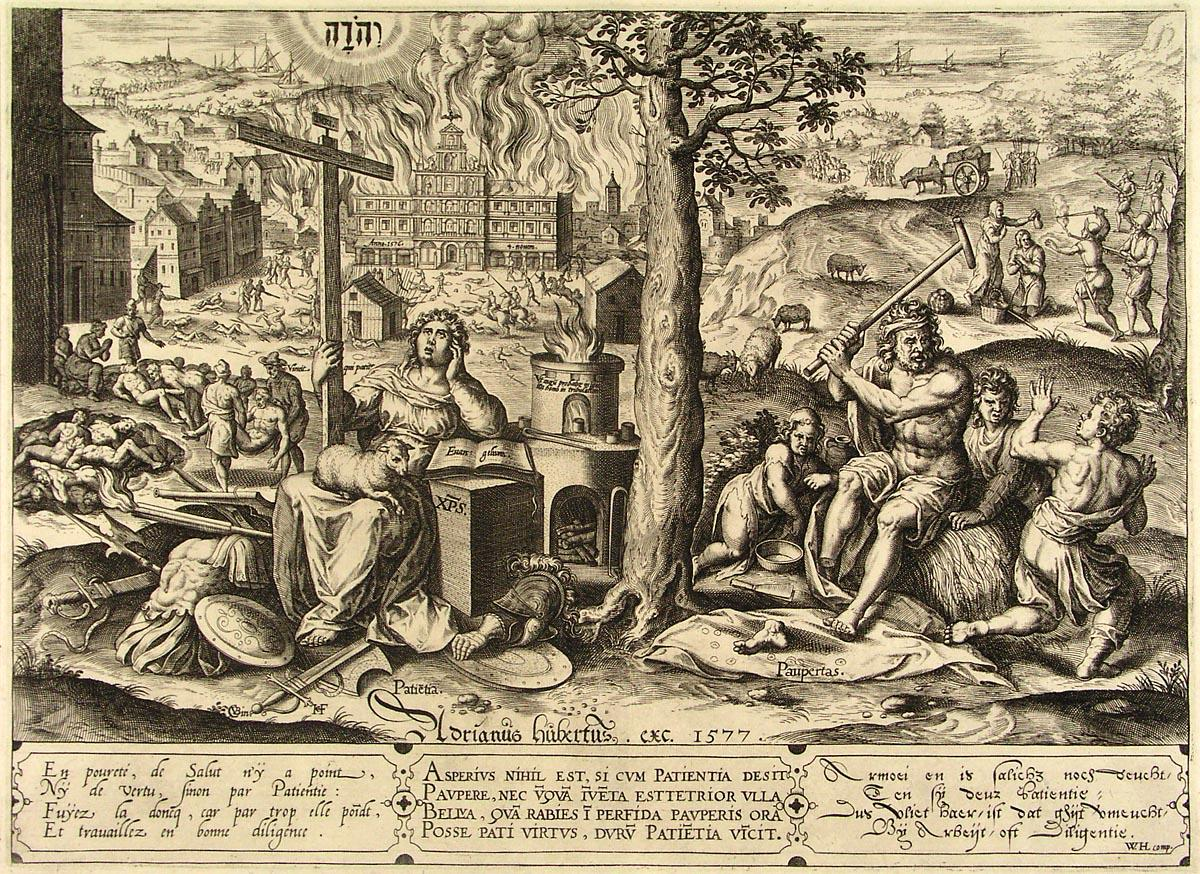
Die Spanische Furie Stich von Jan Collaert (c. 1530 – 1580/1581) nach einem Bild von Crispin van den Broeck
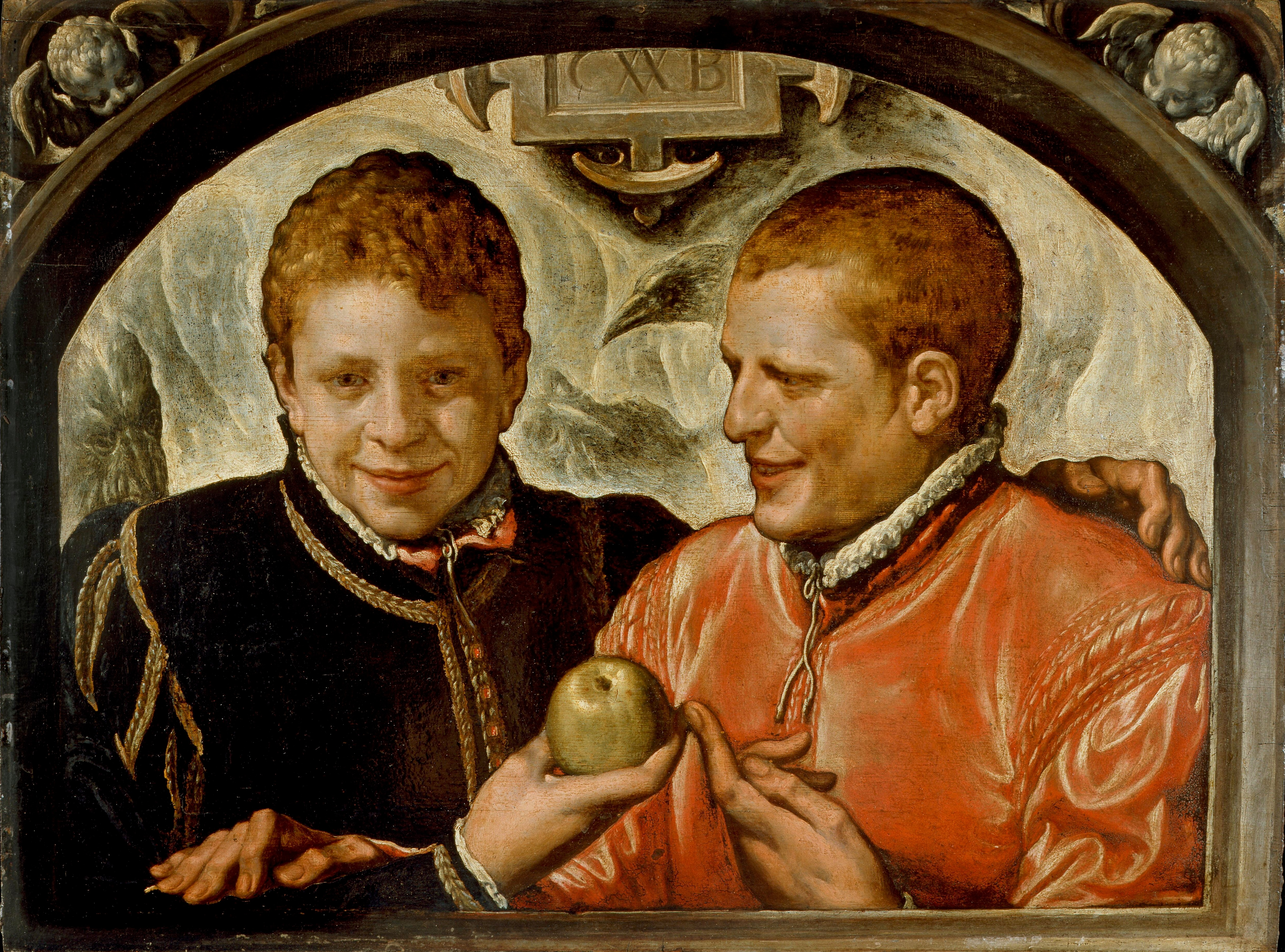
Zwei junge Männer von  Crispin van den Broeck; Öl auf Leinwand, Fitzwilliam Museum Cambridge

## Signatur
Crispin van den Broeck signierte sehr uneinheitlich. So sind Crispin auch Crispiaen, Crispan, Crispiniaen, Crispi, Crispyn und Crispine zu finden, was oftmals zu Verwechselungen geführt haben soll.

## Familie
Seine Tochter Barbara van den Broeck (1560- nach 1608) war ebenfalls Malerin und Kupferstecherin.

## Weblink
- Bildnis und Biografie

| Personendaten    | Personendaten                                 |
| ---------------- | --------------------------------------------- |
| NAME             | Broeck, Crispin van den                       |
| ALTERNATIVNAMEN  | Crispinus; Chrispijn                          |
| KURZBESCHREIBUNG | flämischer Maler, Kupferstecher und Architekt |
| GEBURTSDATUM     | 1523                                          |
| GEBURTSORT       | Mechelen                                      |
| STERBEDATUM      | 1591                                          |